# Leptothorax semiruber
Leptothorax semiruber är en myrart som beskrevs av Andre 1881. Leptothorax semiruber ingår i släktet smalmyror, och familjen myror. Inga underarter finns listade i Catalogue of Life.